# Fluorrichterit
Fluorrichterit (Baženov & al., 1993), chemický vzorec Na2Ca(Mg,Fe)5(Si8O22)(F,OH)2, je jednoklonný minerál ze skupiny amfibolů. Název je odvozen od příbuzného minerálu richteritu.

## Morfologie
Tvoří drobná zrna o velikosti 0,1-2 mm, v karbonatitech až 10 cm velké krystaly, které jsou sloupcovité s dobře vyvinutými hranolovými plochami.

## Vlastnosti
- Fyzikální vlastnosti: Tvrdost= 5-6, hustota 2,974-3,174, štěpnost dokonalá podle {110}, lom hákovitý.
- Optické vlastnosti: Barva: hnědá až hnědočervená, světle až tmavě zelený, modravý. Lesk skelný, průhlednost: v tenkých vrstvách průhledný, vryp bílý.
- Chemické vlastnosti: Složení: Na 5,59 %, Ca 4,87 %, Mg 14,78 %, Si 27,33 %, O 42,81 %, F 4,62 %.

## Naleziště
- Rusko – Ilmeno-Višněvský alkalický masiv (Ural) jako horninotvorný minerál ve fenitech a karbonatitech.
- Kanada – Wilberforce u Bancroftu, Ontario.